# Too Hot to Handle: Brasile
La prima edizione di Too Hot to Handle: Brasile (nella versione in inglese Too Hot to Handle: Brazil, nella versione in portoghese Brincando com Fogo: Brasil) andò in onda dal 21 al 28 luglio 2021 per un totale di 8 episodi pubblicati da Netflix.

## Concorrenti
- Brenda Paixão
- Matheus Sampaio
- Rita Tiecher
- Marina Streit
- Kethellen Avelino
- Leandro David
- Davi Kneip
- Thuany Raquel
- Gabriela Martins
- Caio Giovani
- Ronaldo Moura
- Igor Paes